# Nemapogon defectella
Nemapogon defectella är en fjärilsart som beskrevs av Philipp Christoph Zeller 1873. Nemapogon defectella ingår i släktet Nemapogon och familjen äkta malar. Inga underarter finns listade i Catalogue of Life.